# Hodgsonia
Hodgsonia é um género botânico pertencente à família Cucurbitaceae.

## Espécies
- Hodgsonia capniocarpa
- Hodgsonia heteroclita
- Hodgsonia junciformis
- Hodgsonia macrocarpa

1. ↑  «Hodgsonia — World Flora Online». www.worldfloraonline.org. Consultado em 19 de agosto de 2020